# 福音主義

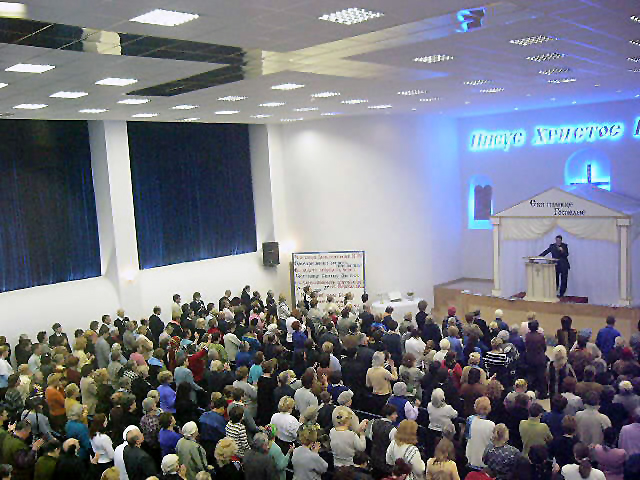
福音派教会在俄罗斯

福音主義（英語：Evangelicalism），源自希臘詞（euangelion），意為福音、好消息，是一個在不同的歷史時期有不同歷史內涵的神學主張。在宗教改革早期，新教徒將自己的教會稱為「福音教會」，以示自身尊重《聖經》、有別於天主教會，至今主流新教依然使用這一意涵下的「福音主義」一詞，例如德國的改革宗、信義宗聯合教會德國福音教會與許多稱為「福音路德教會」的信義宗教會就並非是現在常說的「福音派」教會。而現代更常說的「新福音主義」，是指肇始於18世紀、成形於二戰後的一个神學運動，其一般擁有四大特點：1. 强调个人重生 2. 积极传播福音 3. 高举圣经权威（坚持圣经无误通常不是：圣经无谬）4. 强调耶稣复活

## 定義
- 福音神學中沒有新正統神學裡那般清晰的认识论傳統，也同樣不接受自由主義神學所採納的那些不利於《聖經》信仰權威的新科學證據，因此有反智识主义的傾向，但不刻意發展神秘主義以對抗理性主義。福音派神學注重的是基督教在大眾中的影響力，並不像新正統神學那樣強調與知識份子的對話。
- 福音主义非常看重「神愛世人」、耶稣基督為世人的罪釘死在十字架上、耶稣的降生与復活便是上帝賜給人類的福音、基督升天前要求門徒將福音傳到地極，认为基督徒應熱心地傳福音
- 福音派神学中沒有一致的系统性權威釋經文本与信条，信徒之间可能采用不同的基督新教中各个的神学体系（例如加尔文主义与阿民念主义），用「以經解經」的方式理解圣经，只要不與別處经文抵觸，允許信徒用個人的經歷來解釋各別《聖經》章節。

## 與基要神學
「基要神學」是稱呼福音神學中最為保守的論點。基要神學與福音派神學兩個名詞若被賦予不同意義時，通常是強調基要神學家已經發展出了嚴謹的論述体系。福音神學較之則是更大範圍的一個通稱，只要符合其基本神學要求的主張都可以被歸作福音神學──通常，立論鬆懈甚至提不出論證而僅止於信仰的基要神學主張會被視為「溫和的福音神學」。

## 相左主张
- 自由主義神學
- 新正統神學
- 存在主義神學
- 基督教人文主义
- 靈恩派